# Роберт Люссер
Роберт Люссер (нім. Robert Lusser; 19 квітня 1899, Ульм — 19 січня 1969, Мюнхен) — німецький авіаконструктор. Кавалер Лицарського хреста Хреста Воєнних заслуг з мечами.

## Біографія
Роберт Люссер вивчав електротехніку у Вищому технічному училищі Штутгарта із зимового семестру 1919/20 року. Цього семестру він також приєднався до Штутгартського братства «Гібеллінія». Люссер завершив навчання та отримав диплом у 1924 році. Після цього він вступив на роботу до компанії Leichtflugzeugbau Klemm, де він був головним конструктором із 1927 року. З 1933 року Люссер працював на компанію Messerschmitt, розробляючи Messerschmitt Bf 108, а незабаром після цього — Messerschmitt Bf 109. Щоб встановити світовий рекорд швидкості, Люссер розробив Messerschmitt Me 209 і досяг великого успіху з цією машиною. Messerschmitt Bf 110 також був розроблений Люссером. Він був проінформований про роботи Ганса фон Огайна над турбореактивними двигунами та працював над основними особливостями Messerschmitt Ме 262.
3 червня 1937 року він подав заяву про прийом до НСДАП і був прийнятий заднім числом до 1 травня того ж року (квиток №5 291 784). 1 червня 1939 року приєднався до компанії Heinkel, де розробив перший у світі двомоторний винищувач Heinkel He 280. Heinkel He 219, перший спеціалізований нічний винищувач, також був розроблений конструкторським бюро Люссера. Проте конструкція та її варіанти спочатку були відкинуті Імперським міністерством авіації як надто складні. Потім Люсер був звільнений Ернстом Гайнкелем.
В 1941 році Люссер перейшов до Герхарда Фізелера через контакти, які він встановив з розробниками турбореактивних двигунів. Конструкція летючої бомби Fieseler Fi 103 (Фау-1) заснована на його ідеях, які він сконструював разом з інженером Fieseler Віллі Фідлером. Разом із Фріцем Госслау з Argus-Werke він довів проект до серійного виробництва.
В 1948 Люссер був доставлений до США в рамках операції «Скріпка», спочатку в Пойнт-Мугу для роботи в ВМС США. Потім він перейшов до Лабораторії реактивного руху Пасадіни і, нарешті, до Гантсвілла в 1954 році, де працював з Вернером фон Брауном над розробкою ракети «Редстоун».
Завдяки своїм дослідженням надійності складних систем, особливо у галузі розробки ракет, Люссера називають батьком надійності. Ці висновки ґрунтуються на його досвіді створення Фау-1. Його рівняння Rs = R1·R2·…·Rn називається законом Люссера. Він був розроблений спільно з німецьким математиком Еріхом Пірушкою і стверджує, що надійність системи дорівнює добутку надійностей складових її підсистем, якщо відомо, що й режими відмов статистично незалежні. Важливий наслідок закону Люссера у тому, що система з послідовним з'єднанням елементів має меншу надійність, ніж найненадійніший елемент (система менш надійна, ніж її слабка ланка).
У січні 1959 року Люссер повернувся до Німеччини та став технічним директором Entwicklungsring Süd. На основі своїх висновків про надійність складних систем він розрахував ненадійність винищувача F-104 Starfighter, який взяв на себе роль літака загального призначення в нещодавно створених ВПС Німеччини. Оскільки висновки про неблагонадійність були політично небажані, його виключили з робочого процесу і не продовжили контракт.
У 1963 році, під час відпустки на лижах з новим лижним спорядженням, включаючи «захисні кріплення», його ахіллове сухожилля розірвалося під час «випробувального падіння» у готельному номері. За час, що залишився, на Entwicklungsring Süd до кінця 1964 року він розробив нове лижне кріплення і пізніше продав його компанії Samuel G. Wyss AG у Швейцарії. В епоху «передніх кріплень» це було перше кріплення, яке отримало назву «безпечне кріплення». Запуск на ринки Німеччини, Швейцарії та Австрії, а також США пройшов успішно. Не зумівши досягти успіху, Роберт Люссер помер 19 січня 1969 року у віці 69 років. Кілька років по тому кріплення Люссера зникли з ринку, проте інші виробники лижних кріплень наслідували його приклад, використовуючи його принципи безпеки.

## Сім'я
Перша дружина, Гільдегард Фіхтер, загинула внаслідок бомбардування 13 березня 1945 року. В пари народились 5 дітей — Петер, Ганс, Габріела, Гільда і Трауте.
У 1948 році Люссер одружився з вчителькою малювання Гізелою Зауттер (1914, Позен), яка в тому ж році поїхала з ним до Каліфорнії. В пари народились 4 дітей.

## Нагороди
- Звання «Лідер воєнної економіки»[5]
- Хрест Воєнних заслуг 2-го і 1-го класу з мечами
- Лицарський хрест Хреста Воєнних заслуг з мечами (1 вересня 1944)[5]